# Siegfried Heller

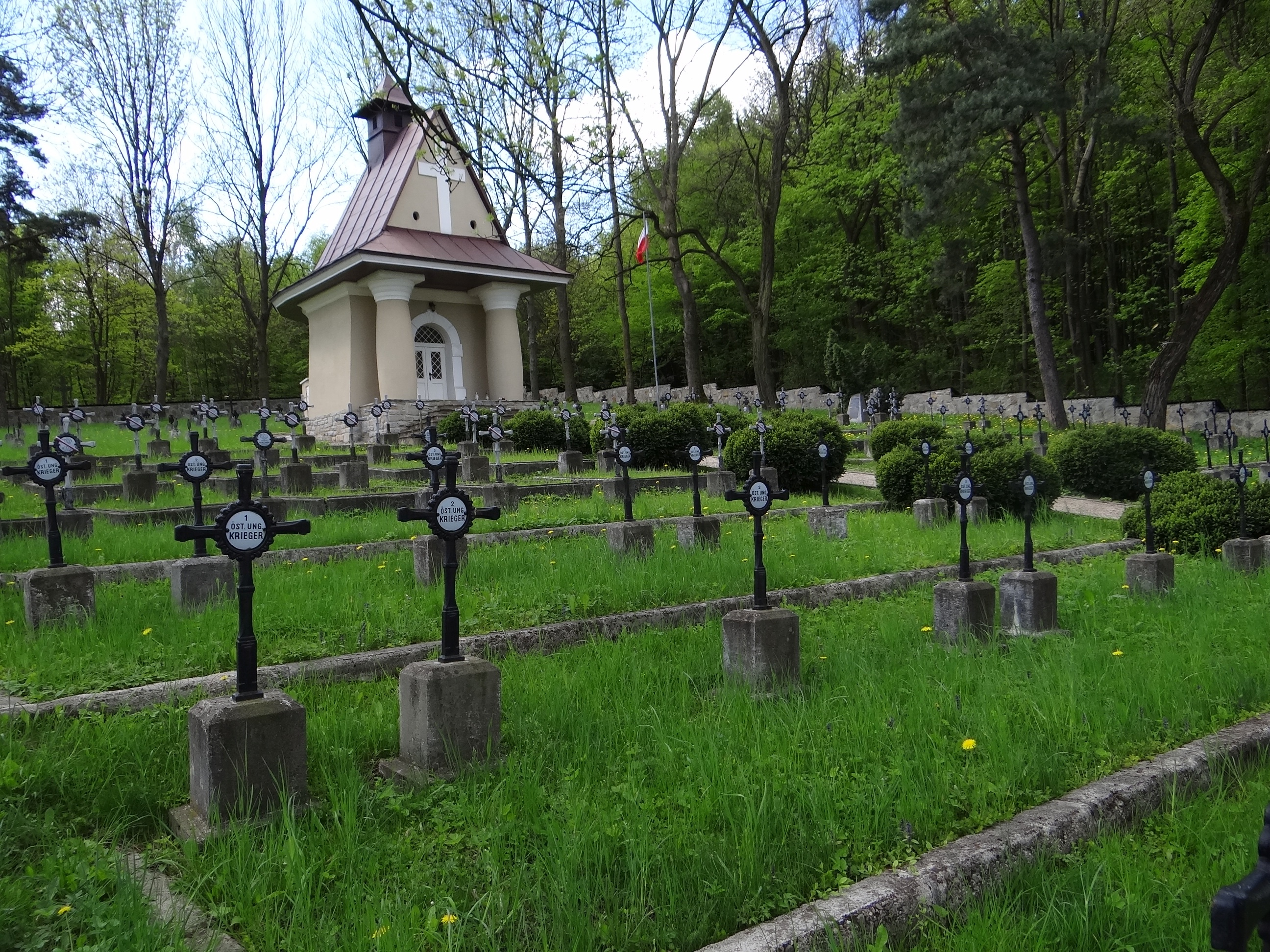
Widok na cmentarz nr 171 w Łowczówku

Siegfried Heller (ur. 1880, zm. 1957) –  komendant VI Okręgu Cmentarnego Tarnów, projektant cmentarzy wojennych z czasów I wojny światowej w rejonie Siemiechowa, Pleśnej i Szczepanowic. Jego projekty cechuje bardzo dobre wkomponowanie w krajobraz.
Do zaprojektowanych przez niego cmentarzy należą, między innymi: 
- Cmentarz wojenny nr 171 – Łowczówek
- Cmentarz wojenny nr 172 – Łowczówek
- Cmentarz wojenny nr 173 – Pleśna
- Cmentarz wojenny nr 181 – Siemiechów
- Cmentarz wojenny nr 195 – Szczepanowice
- Cmentarz wojenny nr 205 – Wałki